# Daïra d'Aïn Arnat
La daïra d'Aïn Arnat est une circonscription administrative algérienne située dans la wilaya de Sétif. Son chef-lieu est situé sur la commune éponyme d'Aïn Arnat.
La daïra regroupe les quatre communes de Aïn Arnat, Aïn Abessa, El Ouricia et Mezloug.
Aïn Arnat est l’une des vingt daïras que comptent les 60 communes de la wilaya de Sétif, comptant 14,000 habitants. Elle se classe sur le podium en matière de croissance démographique au niveau de la wilaya de Sétif.

## Économie
La commune est dotée d'une zone d'activité sur 3 hectares divisé en 61 lots tous attribués. Elle bénéficiera du projet de transferts d’eau, avec le barrage d’El Maouane, qui se trouve au niveau de la commune d’Ouricia,
une centrale électrique à cycle combiné de 1,015 mégawatts contient quatorze départs d’évacuation situés dans la commune d’Aïn Arnat (Ain Zada ) pour répondre à la demande croissante en énergie électrique dans toute la région des Hauts-Plateaux,.
Elle compte quatre casernes militaires et une école d'Hélicopters, une école d’aviation en cours de construction, une école des parachutiste (El Mahdia - commune d’Aïn Arnat).

## Agriculture
L'agriculture au niveau de la daïra repose principalement sur la culture de  céréale, un certain temps elle fut le grenier à blé de la Rome antique.

## Sport
La daïra d'Aïn Arnat possèdent  
- un stade de 3,000 places à Ouricia [3]
- un stade  de 5,000 places à Aïn Arnat [3]
- une piscine semi-olympique, des stades de proximité dans chacune des localités[3].
- une salle omnisports à Aïn Arnat[3]
- une salls omnisports à Aïn Abasa[3].

## Culture
au niveau de chaque commune Il y a 
- des centres culturels

- des maisons de jeunes

La daïra d'Aïn Arnat  est équipée par quatre (04) bibliothèques publiques, à la disposition des élèves, étudiants et du public en général.

## Institut national de recherche forestière
Cette daïra abrite une station de recherche et d'expérimentation rattachée à l'Institut national de recherche forestière.